# IC 4698
IC 4698 је спирална галаксија у сазвјежђу Паун која се налази на листи објеката дубоког неба у Индекс каталогу.
Деклинација објекта је - 63° 20' 51" а ректасцензија 18h 21m 0,0s. Привидна величина (магнитуда) објекта IC 4698 износи 14,5 а фотографска магнитуда 15,3. Налази се на удаљености од 54,538 милиона парсека од Сунца. IC 4698 је још познат и под ознакама ESO 103-15, AM 1816-632, IRAS 18161-6322, PGC 61762.